# 开放网络促进会
开放网络促进会（英语：OpenNet Initiative），是一个联合项目，其目标是监视和报告各国的互联网审查。该项目采用了许多技术手段以确定政府使用互联网审查的范围和性质。参与的学术机构包括多伦多大学蒙克国际研究中心的公民实验室；哈佛法学院的伯克曼网络与社会中心；牛津大学的牛津大学互联网研究所 （OII）以及剑桥大学剑桥安全计划高级网络研究小组的SecDev小组。 
2014年12月，开放网络促进会的合作伙伴宣布，他们将不再以ONI的名义进行研究。ONI网站（包括所有报告和数据）将无限期进行维护，但所有人仍可继续访问ONI的全部已出版作品和数据档案。 

## 检测方法
ONI使用多种方法来测试和记录一个国家的互联网审查 。 
- 开发和部署一套用于互联网过滤和监视研究的技术枚举工具；
- 提供一份研究报告，探讨过滤和审查对当前和未来国内和国际的影响[2]

## 成就

### 亚洲
2007年12月，加拿大国际发展研究中心批准了一项120万加元的项目，以将“开放网络计划”的工作扩展到亚洲的15个国家。 

### 赛风
赛风是一款突破网络审查的开源代理代理软件，它使用户可以在受到互联网审查的国家/地区访问被阻止的网页。赛风可以由个人计算机用户安装和操作，然后给身处在互联网被审查的国家的朋友和家人提供私人连接。 

## 研究结束
ONI在2014年12月18日的公告中表示： 
 在全球互联网过滤和控制机制的研究和开发方面进行了十多年的合作之后，OpenNet Initiative合作伙伴将不再以ONI的名义开展研究。 ONI网站（包括所有报告和数据）将无限期进行维护，公众仍可继续访问我们的全部已出版作品和数据档案。 

 许多重要且引人注目的研究领域都建立在先前的ONI研究基础之上； ONI合作者正在积极地，独立地，与新的合作伙伴一起追求这些目标。 我们认为，随着时间的推移，该研究议程的相关性和实用性将继续增长，并且必须出现新的工具，方法和合作伙伴，以应对这一持续的挑战。 